# Физико-математический салон
Физико-математический салон (нем. Mathematisch-Physikalischer Salon) — собрание исторических часов и научных инструментов в Дрездене. Музей входит в состав Государственных художественных собраний Дрездена. Расположен в одном из павильонов Цвингера.

## История
Собрание зародилось в 16 столетии, когда в Дрездене была основана кунсткамера. Уже к 1587 году в кунсткамере находились около тысячи математических и технических приборов и инструментов. «Королевский кабинет математических и физических инструментов» был отделён в качестве самостоятельной коллекции во времена правления Августа Сильного в 1728 году и носил это название до 1746 года. Несмотря на то, что коллекция приняла музейный характер, она оставалась доступной для практикующих учёных. Представленные в музее научные приборы использовал в том числе и сам Август Сильный. В 18 веке в Цвингере также размещалась астрономическая обсерватория.

## Коллекция
Сегодня в музее выставлены редкие оптические, астрономические и геодезические приборы 16-18 столетий. Среди них — инструменты для счёта, черчения, измерения длины, массы, температуры и давления. Вплоть до 20 столетия здесь производился отсчёт официального времени для Дрездена и Саксонии. Наряду с ранними попытками точного воспроизведения времени здесь представлены башенные часы эпохи Возрождения и драгоценные часы-медальоны.
Частью экспозиции являются зажигательные стёкла и другие приборы известного немецкого исследователя, экспериментатора, математика Эренфрида Вальтера фон Чирнхауса, которого также нередко считают изобретателем европейского фарфора. Одно из его зажигательных стёкол 1686 года, выполненное из дерева и меди, достигает в диаметре 158,5 см (общая высота 2,3 м). С его помощью достигалась температура, необходимая для плавления песка и железа — и тем самым производства стекла и фарфора.
Музей славится также своей коллекцией небесных и земных глобусов. Самый древний из них был создан в 13 веке на территории современного Ирака. Одним из самых известных экспонатов является механическая счётная машина Блеза Паскаля 1650 года.
В 2013 году музей был открыт после продолжительной реконструкции. В постоянной экспозиции хранятся около 1000 экспонатов.